# Expediente (derecho)

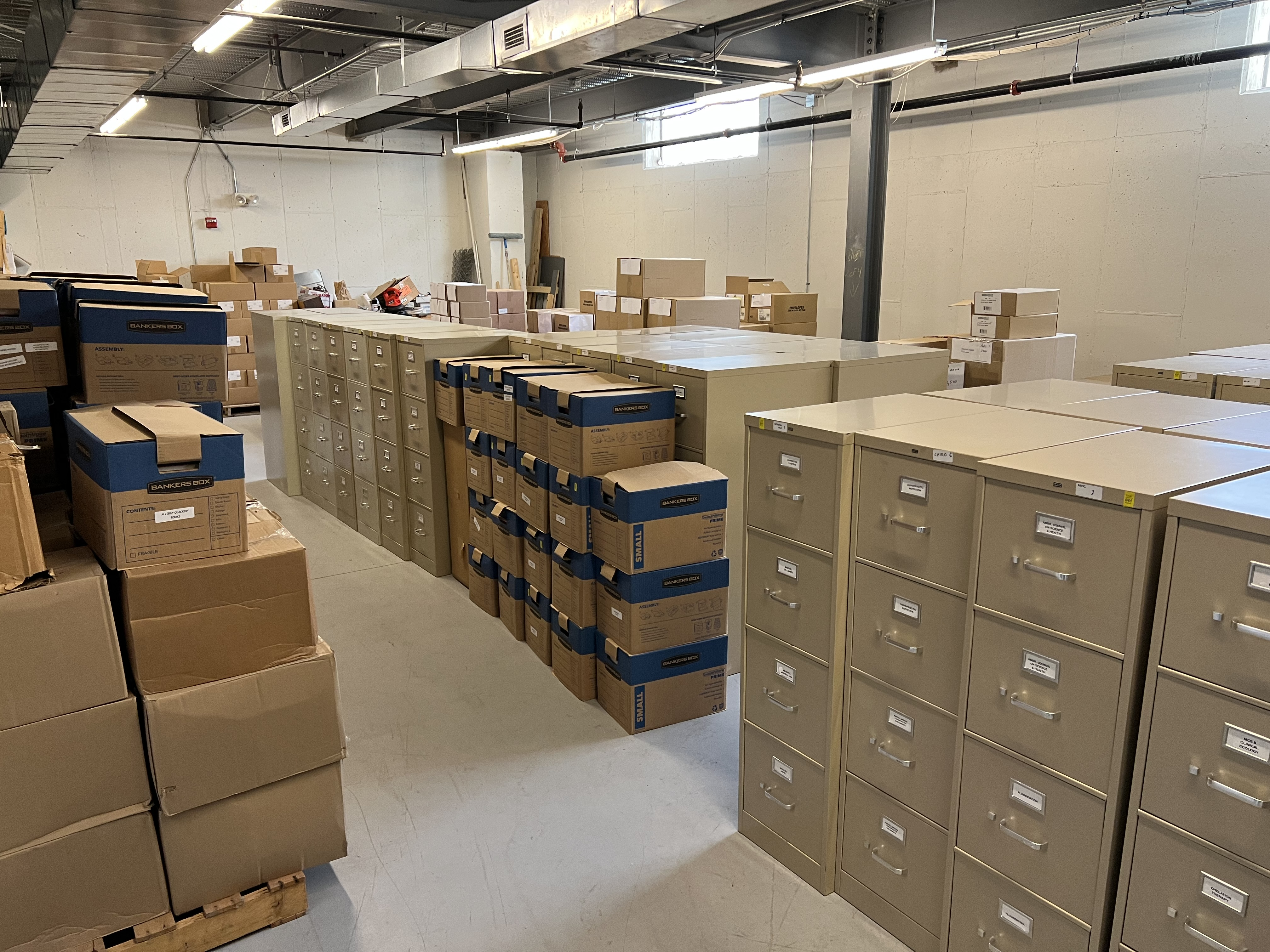
Sala de archivado. Los expedientes suelen archivarse en cajas o muebles metálicos.

Un expediente administrativo es el conjunto de documentos generados por un procedimiento administrativo. Estos documentos pueden ser todos en papel, algunos en papel y otros electrónicos, o electrónicos en su totalidad desde el inicio. También pueden digitalizarse expedientes que originalmente constaban de documentos en papel. En España, el artículo 70.1 de la Ley 39/2015, de 1 de octubre, del Procedimiento Administrativo Común de las Administraciones Públicas, define el expediente administrativo como «el conjunto ordenado de documentos y actuaciones que sirven de antecedente y fundamento a la resolución administrativa, así como las diligencias encaminadas a ejecutarla».

La RAE da 11 definiciones de expediente, muy poco utilizadas en su mayoría. El Wikcionario las recoge enː 
- Wikcionario  tiene definiciones y otra información sobre expediente.

Esta página se refiere a la definición 3 de la RAEː «conjunto de todos los papeles correspondientes a un asunto o negocio, señaladamente hablando de la serie ordenada de actuaciones administrativas». Una denominación antigua, utilizada ahora peyorativamente, es legajo.
En inglés este concepto no está diferenciado, sino subsumido en la muy polisémica (19 significados) palabra file, en su sentido an arranged collection of documents, muy diferente del habitual (archivo informático). La serie Expediente X tiene como nombre original en inglés The X-Files. En francés se emplea dossier.
El expediente administrativo es la base fundamental del procedimiento administrativo porque, por un lado, permite dar cada paso y fundamentar las conclusiones. Por otro lado, facilita comprobar que todo se ha hecho según la normativa y en los plazos estipulados. De no ser así, abre la puerta a alegaciones o recursos contra la resolución de ese procedimiento.

## Acceso
El interesado en el procedimiento tiene derecho de acceso al expediente (puede solicitar copia de cualesquiera documentos) y a conocer su estado de tramitación.

## Expediente sancionador
El expediente sancionador es el resultado de un procedimiento administrativo sancionador, un tipo de procedimiento más restringido que el procedimiento administrativo común y sujeto a reglas más estrictas. El verbo expedientar y la expresión se le abrirá expediente aluden al inicio de un procedimiento administrativo sancionador.

## Expediente académico
El expediente académico es el conjunto cronológico de notas en diferentes asignaturas y estudios que un alumno ha obtenido a lo largo de su trayectoria educativa.

## Expediente judicial
De forma análoga, un expediente judicial es el conjunto de documentos asociados a un procedimiento judicial. El procedimiento judicial es un tipo específico de procedimiento administrativo. Para los casos judiciales cerrados (con sentencia firme), el expediente judicial incluye todoː la denuncia, la investigación, el juicio (grabaciones o transcripciones de lo dicho en él), la sentencia y las actuaciones de ejecución de la sentencia. Para referirse a este conjunto de documentos se usa a menudo la palabra sumario, pero en rigor, según la RAE, sumario solo designa el «conjunto de actuaciones encaminadas a preparar el juicio criminal» (la instrucción).